# Convair F-102 Delta Dagger
Convair F-102 Delta Dagger je bio američki lovac-presretač koji je korišten kao glavno sredstvo obrane američkog zračnog prostora u kasnim 1950-ima. Glavna zadaća mu je bila presretanje sovjetskih bombardera.

## Razvoj

### Pozadina
U trenutku nastajanja, F-102 je bio najnapredniji lovac, prvi sposoban za učinkovito djelovanje u svim vremenskim uvjetima i za letenje nadzvučnim brzinama. Osim toga, od samog početka razvijan je za uporabu vođenih projektila zrak-zrak. Glavna mu je namjena bila obrana sjevernoameričkog kontinenta od sovjetskih bombardera. Naime, nakon okončanja Drugog svjetskog rata, ili bolje rečeno pri samom njegovu kraju, odnosi Sjedinjenih Američkih Država i Sovjetskog Saveza naglo su se pogoršali, posebno kad je postalo jasno da Moskva namjerava trajno okupirati polovicu Europe. U takvom političkom okruženju, u listopadu 1947. sovjetsko ratno zrakoplovstvo prvi je put javnosti prikazalo svoje najnovije strateške bombardere Tupoljev Tu-4, u osnovi kopiju američkih B-29 Superfortress. Bila je to tek najava novijih, znatno suvremenijih strateških bombardera s mlaznim pogonom. Novoformirano, ili bolje rečeno osamostaljeno, američko ratno zrakoplovstvo (dotad je formalno bilo u sastavu kopnene vojske) dobilo je zadaću da u najkraće vrijeme opremi svoje eskadrile lovačkim avionima, koji će sovjetske strateške bombardere naoružane nuklearnim oružjem obarati i prije nego što stignu do glavnog dijela Sjedinjenih Američkih Država. Poslije će se ta obrana proširiti i na Kanadu. U uži su izbor novog lovca ušli Curtissov XF-87, Northropov SF-89 i mornarički Douglas XF-3D Skyknight. Kako bi se u što kraćem vremenu "zakrpala rupa" u američkoj obrani, 8. listopada 1948. odlučeno je da će se na osnovi Lockheedova školskog aviona TF-80C razviti lovac za noćno djelovanje, F-94A. Kad je u studenom 1948. otkazan ugovor za proizvodnju Curtissova F-87A, 10. siječnja 1949. naručena je prva serija od 48 Northropovih F-89A. Istog je mjeseca odobren i početka razvoja F-95, presretačke inačice F-86A Sabrea (poslije će oznaku promijeniti u F-86D). No, North Americanov F-86D Sabre, Northropov F-89 Scorpion i Lockheedov F-94 imali su jedan veliki nedostatak - bili su visoko dozvučni avioni. Uz to su imali mali borbeni polumjer djelovanja i nije bio moguć veći razvoj.

### Početak razvoja
Zbog toga je američko ratno zrakoplovstvo odlučilo otvoriti potpuno nov natječaj za novi nadzvučni avion sposoban za djelovanje u svim vremenskim uvjetima. Projekt je postao poznat kao "1954 interceptor". Pri tome je "1954" označavalo godinu planiranog uvođenja u operativnu uporabu. Znajući da će razvoj tako naprednog lovca-presretača značiti dovođenje razine tehnologije do samog ruba mogućnosti, odlučeno je da se u svibnju 1949. održi zajednički sastanak najboljih proizvođača borbenih aviona i elektroničkih sustava. Međutim, zbog konkurencije koja je tada vladala između proizvođača aviona sastanak je bio potpuni neuspjeh. Usprkos tome, ratno zrakoplovstvo nije odustalo od planova da novi lovac-presretač uđe u operativnu uporabu 1954. godine. Sve veća složenost modernog oružja i elektroničkih sustava natjerala je američko ratno zrakoplovstvo da potpuno reorganizira način razvoja novih borbenih aviona. Umjesto pojedinačnog razvoja opreme, aviona, motora, elektronike itd., sad se tražio udruženi namjenski razvoj od samog početka projekta.
Novi je projekt dobio službenu oznaku WS-201A (skraćeno od weapons system). Prvo je započet odabir elektroničkih sustava, preciznije sustava za kontrolu paljbe. U siječnju 1950. pozvano je čak 50 tvrtki da daju svoje prijedloge. Od njih je u uži izbor ušlo samo šest. U srpnju 1950. kao najbolji prijedlog odabran je proizvod tvrtke Hughes Aircraft Company označen kao MA-1, koji je prilagođen za djelovanje s vođenim projektilima zrak-zrak GAR-1 Falcon. Nakon toga je započeo razvoj samog aviona. Službeni zahtjev za ponude objavljen je 18. lipnja 1950., a do siječnja 1951. u uži izbor ušlo je devet prijedloga šest različitih ponuđača. Tako je tvrtka Republic ponudila čak tri projekta, North American dva, a po jedan Chance-Vought, Douglas, Lockheed i Convair. Američko ratno zrakoplovstvo je već 2. srpnja 1951. objavilo da su prijedlozi Convaira, Lockheeda i Republica odabrani za daljnji razvoj, do faze izrade mockupa. Naknadno je, zbog potrebe smanjenja troškova, otkazan razvoj Lockheedova projekta. Tako su u završni dio "utrke" ušli Convair i Republic. Republicov prijedlog AP-57 bio je lovac sposoban za brzine veće od tri Macha i operativnu visinu djelovanja veću od 26 600 metara. U to vrijeme, vjerojatno jedino vodstvima Republica i američkog ratnog zrakoplovstva nije bilo očito da je AP-57 daleko ispred svog vremena. Convairov je prijedlog imao tvorničku oznaku MX-1554 i temeljio se na eksperimentalnom avionu XF-92A, koji je za njih napravio Nijemac Alexander Lippisch. Lippisch se u nacističkoj Njemačkoj bavio razvojem delta krila, a poslije rata je svoj posao nesmetano nastavio u Sjedinjenim Američkim Državama.
Tako je Convair 11. rujna 1951. dobio ugovor za razvoj lovca s delta krilom službene oznake F-102. Na opće čuđenje, i Republic je dobio ugovor za nastavak razvoja svog AP-57, koji je dobio službenu oznaku XF-103. Međutim, ubrzo je američko ratno zrakoplovstvo zaključilo kako je AP-57 prenapredan za tadašnju tehnologiju te je potiho pobjednikom proglašen MX-1554.
Za pogon prvih serijskih F-102 odabran je turbomlazni motor Westinghouse J40, dok se ne dovrši razvoj znatno snažnijeg Wright J67 (licencno proizveden britanski Bristol Olympus). S J40, F-102 je mogao postići za ono vrijeme solidnu brzinu od 1,88 Machova na visini od 18 600 metara, dok je s J67 trebao dostići brzinu od 1,93 Macha na visini od 20 600 metara. Umjesto proizvodnje zasebnih prototipova za letna testiranja, namjeravali su uporabiti prve maloserijske primjerke. Iako se na taj način štedjelo na vremenu, rizici su bili golemi, posebno ako bi se utvrdio neki konstrukcijski nedostatak. U prosincu 1951. postalo je jasno da niti motor J67 niti sustav za upravljanje paljbom MA-1 neće biti spremni za ugradnju na početku serijske proizvodnje F-102. Zbog toga je američko ratno zrakoplovstvo odlučilo razviti "privremenu" inačicu F-102A, dok je "prava" ili "potpuna" inačica dobila oznaku F-102B.

### YF-102
Tako su silom prilika za F-102A odabrali zastarjeli sustav za kontrolu paljbe, Hughes E-9, koji je u osnovi bio tek modificirani E-4. Nakon većih izmjena i poboljšanja, E-9 je naknadno preimenovan u MG-3. Kako je kašnjenje u razvoju J67 i MA-1 bilo sve veće, odlučeno je da se umjesto F-102B razvije potpuno novi F-106, koji je u operativnu uporabu uveden tek u lipnju 1959.
Mockup F-102A dovršen je u studenom 1952. Zbog raznoraznih razloga, prije svega zahtjeva američkog ratnog zrakoplovstva, masa F-102A je prešla sva ograničenja, te je prijetila da će ograničiti letne mogućnosti, čak i mogućnosti nadzvučnog leta. Problem bi se lako riješio ugradnjom jačeg motora, ali je J40 u tom trenutku bio najjači američki turbomlazni motor. Osim toga, J40 je imao velike probleme s pouzdanošću, te je ratno zrakoplovstvo na kraju moralo za F-102A odabrati još slabiji motor Pratt & Whitney J57, koji je u serijsku proizvodnju ušao tek 1953. Kako nije planirana izrada prototipova, prvi ispitni predserijski avioni dobili su oznaku YF-102. Ukupno je naručeno deset YF-102, od čega dva Model 8-80 i osam Model 8-82. Prvi YF-102 dovršen je ujesen 1953. Opremili su ga motorom J57-P-11 potiska s naknadnim izgaranjem 64,4 kN. Prvi je put poletio 24. listopada 1953., što je značilo da F-102 nikako ne može ući u operativnu uporabu iduće godine. Zbog toga su svi planovi prolongirani za godinu dana. Letna su testiranja pokazala da prvi YF-102 ne može probiti brzinu zvuka u vodoravnom letu, ponajviše zato što J57-P-11 nije davao nominalnu snagu. Avion je izgubljen već 2. studenog 1953. nakon prisilnog slijetanja zbog otkazivanja motora, što je dodatno usporio razvoj. Drugi YF-102 prvi je put poletio 11. siječnja 1954. Letna su testiranja pokazala da i pri poniranju od 30 stupnjeva avion ne može letjeti brže od 1,24 Macha. Osim toga, avion je bio težak za upravljanje. Sve u svemu, letne odlike F-102 nisu bile bolje od F-86D Sabre, koji je već bio u operativnoj uporabi.

## Inačice i povijest korištenja

### F-102 Delta Dagger
o kraja 1953. godine F-102 je bio pred otkazivanjem. Zbog toga je vodstvo Convaira zapovjedilo opsežni redizajn aviona i otklanjanje svih uočenih nedostataka. Testiranja u zračnom tunelu pokazala su da trup aviona stvara prevelik otpor, koji sprečava postizanje nadzvučnih brzina. Zbog toga je u pomoć pozvan aerodinamični stručnjak Richard Whitcomb, iz tadašnje NACA-e (današnje NASA-e). On je primijenio pravilo presjeka kako bi na točno određenim mjestima smanjio promjer trupa i tako smanjio otpor zraka. Mjere su išle toliko daleko da je ugrađen i piramidalni vjetrobran pilotske kabine, koji je, doduše, uvelike ograničavao vidljivost prema naprijed, ali je istodobno i smanjivao otpor zraka. Modificirana su i krila kako bi se poboljšala upravljivost. Ugrađen je i jači J57-P-23 maksimalnog potiska 76,4 kN. Novi je avion dobio oznaku YF-102A. Prvi od četiri izgrađena YF-102A prvi je put poletio 20. prosinca 1954. Letna su testiranja ubrzo pokazala da u vodoravnom letu može premašiti brzinu od 1,2 Macha.
Sada je do izražaja došao nedostatak prototipova, pa je čak jedna trećina od 30 000 alata potrebnih za proizvodnju aviona morala biti nanovo proizvedena. Nije toliko bio problem u vremenu koliko u bačenom novcu. Prvi serijski primjerak F-102A (53-1791) prvi je put poletio 24. lipnja 1955., a ratnom je zrakoplovstvu isporučen samo pet dana poslije. Svih 40 serijskih F-102 nikada nije ušlo u operativnu uporabu, već su isključivo rabljeni za testiranja i obuku pilota. Uz to, serijska proizvodnja je svako malo zaustavljana kako bi se dodala nova poboljšanja.
Prva operativna postrojba naoružana s F-102A postala je 327. Fighter Interceptor Squadron stacioniran u zrakoplovnoj bazi George u Kaliforniji. Isporuka je dovršena tek 1. svibnja 1956., tri godine kasnije od prvobitnih planova. Prvobitno naoružanje sastojalo se od kombinacije vođenih projektila zrak-zrak GAR-1 Falcon i nevođenih raketa zrak-zrak FFAR. Kako bi se smanjio aerodinamični otpor, smještaj za oružje osiguran je u spremnicima u trup. U svibnju 1956. jedan je YF-102A, zbog potreba testiranja, lansirao raketu zrak-zrak s nuklearnom bojnom glavom MB-1 Genie, čiji je razvoj obustavljen početkom 1957. godine.
Tijekom operativne uporabe F-102A je često prizemljivan. Najviše je problema bilo s nepouzdanim stajnim trapom, koji je i nakon višestrukih modifikacija još uvijek bio nepouzdan. Osim toga javili su se i problemi sa zračnim kočnicama smještenim između ispuha turbomlaznog motora i okomitog stabilizatora.
Ime Delta Dagger prvi se put spominje 1957. godine. Od 1952. do 1957., zahvaljujući pet ugovora o proizvodnji, Convair je isporučio ukupno 875 F-102A. S vremenom su na većini operativnih Delta Daggera stari sustav za kontrolu paljbe MG-3 zamijenili naprednijim MG-10. Istodobno su u operativnu uporabu ulazile i naprednije inačice projektila Falcon, veće preciznosti i operativne pouzdanosti. U listopadu 1957., nakon otprilike 550 primjeraka, započinje ugradnja novog krila, koje je povećalo operativni plafon djelovanja na 18 300 metara. Uz to, na visini od 16 500 metara maksimalna brzina se povećala na jedan Mach. Povećala se i okretnost u zračnoj borbi, te znatno poboljšala upravljivost pri malim brzinama. Iste je godine Convair započeo i s opsežnim programom modernizacije svih F-102A kako bi ih podigao na standard najnovijih aviona.
Do kraja 1958. godine, s F-102A je bilo naoružano 26 eskadrila, uglavnom zamjenjujući F-86D Sabre. Na vrhuncu operativne uporabe, Delta Dagger će naoružavati 32 eskadrile. Zadnji od ukupno 873 F-102A isporučen je u rujnu 1958. Dio operativnih F-102A naknadno je opremljen infracrvenim tražilom za pasivno otkrivanje ciljeva. Iz naoružanja su izbačene FFAR rakete, a umjesto njih su u naoružanje uvedeni novi vođeni projektili zrak-zrak AIM-4E (poluaktivno radarsko navođenje) i AIM-4F (infracrveno samonavođenje) Falcon. Velika većina F-102A bila je stacionirana na američkom kopnu, ali je mali dio poslan i preko Atlantskog oceana. Prvi premještaj preko Atlantika zbio se u lipnju 1958. na Grenland. Potom je početkom 1959. godine 25 aviona iz 525 eskadrile poslano u Zapadnu Njemačku. Nakon toga je još pet eskadrila, razmještenih u Zapadnoj Njemačkoj, Španjolskoj i Nizozemskoj, opremljeno Delta Daggerima. Delta Daggeri su poslani i u Japan. Tako je u ožujku 1959. prva eskadrila došla na japanski otok Okinawa. Jedina ozbiljnija uporaba F-102A u ratu bila je u Vijetnamu. Naime, u ožujku 1962. dijelovi 590 Fighter Interceptor Squadron prebačeni su u zrakoplovnu bazu Tan Son Nhut blizu Sajgona, kako bi osigurali zračnu obranu od (malo vjerojatnog) zračnog udara sjevernovijetnamskog zrakoplovstva. Poslije su F-102A rabljeni i u izravnim borbenim zadaćama, uglavnom kao pratnja za bombardere B-52 Stratofortress. U gotovo deset godina uporabe iznad Vijetnama izgubljeno je samo 15 F-102A Delta Daggera. Od toga su četiri izgubljena na zemlji zbog napada snaga Vijetkonga, a osam je izgubljeno zbog kvarova u letu.
Iako je razvijan kao "čistokrvni" lovac-presretač, F-102A je u Južnom Vijetnamu i Kambodži rabljen i za zadaće potpore snagama na zemlji. Kako Delta Daggeri nisu mogli nositi bombe, to jest nisu imali ciljničke uređaje prilagođene njihovoj uporabi, a niti topove, morao se pronaći jedinstven način kako ih uporabiti u jurišnim zadaćama. Rješenje problema bilo je nadasve jedinstveno: za jurišne zadaće rabili su se projektili Falcon s infracrvenim sustavom samonavođenja. Delta Daggeri bi djelovali noću i tražili izvore topline (kamionske motore) na Ho-Ši-Minovu putu, te na njih vezali infracrvena tražila svojih Falcona. Piloti bi ponekad čak lansirali i Falcone s poluaktivnim radarskim navođenjem ako bi se njihovi radari uspjeli vezati za cilj. Iako piloti nisu mogli biti sigurni jesu li pogodili cilj, ponekad bi vidjeli sekundarne eksplozije. Ta taktika očigledno nije bila posebno uspješna, a uz to je bila vrlo skupa, te su Delta Daggeri uskoro počeli djelovati isključivo danju. Pritom su za napade na ciljeve na zemlji rabili nevođene rakete zrak-zrak FFAR. Tijekom 1965. godine Delta Daggeri su obavili čak 618 napada raketama FFAR, uz gubitak samo jednog aviona (oboren je djelovanjem PZO topništva).
Tijekom šezdesetih godina prošlog stoljeća, Delta Daggere su počeli zamjenjivati novopridošli lovci: McDonnell F-101B Voodoo i Convair F-106 Delta Dart. Tako se već sredinom 1961. broj operativnih F-102A u američkom ratnom zrakoplovstvu sveo na samo 221. Do kraja 1969. većina još uvijek operativnih Delta Daggera prebačena je u postrojbe nacionalne garde. Jedini F-102A koji su ostali u ratnom zrakoplovstvu duže od 1969. bili su u postrojbama smještenim u Njemačkoj i Nizozemskoj. Njih su početkom sedamdesetih godina 20. stoljeća zamijenili lovci Boeing F-4 Phanotom II. Zadnja postrojba američkog ratnog zrakoplovstva koja je bila naoružana Delta Daggerima bila je 57. eskadrila stacionirana na Islandu. Sredinom 1973. i ona je prenaoružana Phantomima.
U postrojbama nacionalne garde Delta Daggeri su ostali do sredine samdesetih godina prošlog stoljeća. Zadnji F-102A povučeni su iz operativne uporabe u listopadu 1976., kad je i 199 eskadrila nacionalne garde na Havajima dobila nove F-4C Phantome II.

### TF-102A Delta Dagger
Piloti su vrlo brzo otkrili da avioni s delta krilom, koji nemaju repne vodoravne stabilizatore, imaju znatno drukčije letne odlike nego "obični" avioni sa strelastim krilom, pa se javila potreba za posebnim avionom za preobuku. Tako je nastao dvosjed TF-102A Delta Dagger. Prva narudžba za 20 primjerka dodijeljena je Convairu u srpnju 1954., a prvi je avion isporučen točno godinu dana poslije. Zanimljivo je da su se projektanti odlučili smjestiti sjedala instruktora i pilota jedno pokraj drugog. Objašnjenje je bilo da TF-102A nije borbeni već školski avion, te da smanjenje maksimalne brzine ionako nije presudno. Uz to, takav je raspored znatno pojednostavnio rad instruktora, koji ima odličan pogled prema naprijed, ali i odličan pregled nad postupcima pilota. Iako nije ugrađen Hughesov MG-10 sustav kontrole paljbe, TF-102A je mogao nositi oružje. Prvi TF-102A prvi je put poletio 31. listopada 1955. Mjesec dana poslije zrakoplovstvo je Convairu dalo dodatni ugovor za još 150 TF-102A. Naknadno je narudžba smanjena na 111 primjeraka. Iako se u većini izvora navodi da je Convair isporučio svih 111 TF-102A, dio najopsežnijih, pa vjerojatno zato i najtočnijih, navodi da je američko ratno zrakoplovstvo dobilo samo 63 primjerka. Međutim, na službenim stranicama Nacionalnog muzeja američkog ratnog zrakoplovstva stoji podatak o 111 proizvedenih i isporučenih TF-102A. Svaka eskadrila opremljena avionima F-102A dobila je najmanje dva TF-102A. Dio je TF-102A rabljen u Vijetnamu u zadaćama navođenja drugih borbenih aviona.
Zanimljivo je da su TF-102A nadživjeli F-102A u operativnoj uporabi jer su se obilato rabili i za preobuku pilota koji će letjeti na avionima F-106A Delta Dart, usporedo s F-106B dvosjednom inačicom kod koje su pilot i instruktor sjedili jedan iza drugog (u tandemu).

## Ostali zrakoplovi i inačice
U prosincu 1951. tvrtka Convair je pokrenula razvoj znatno naprednije inačice F-102B, iz koje će poslije nastati lovac F-106 Delta Dart. Na osnovi F-102A tvrtka Convair je predložila razvoj jurišnika F-102C, koji bi opremili motorom J57-P-47 i strukturalno prilagodili novoj namjeni. Iako su dva F-102A modificirana u YF-102C, u travnju 1957. američko ratno zrakoplovstvo je odlučilo obustaviti program razvoja.
Početkom 1968., oko 50 F-102A i TF-102A isporučeno je turskom ratnom zrakoplovstvu, kao zamjena za lovce F-84F Thunderstreak. U operativnoj su uporabi ostali sve do sredine 1979., kad su zamijenjeni lovcima F-104G Starfighter. Zbog potreba ravnoteže snaga između dva "saveznika" unutar NATO saveza, 1969. je 19 F-102A (19) i pet TF-102A isporučeno i grčkom ratnom zrakoplovstvu. U operativnoj su uporabi ostali sve do 1978., kad su zamijenjeni Mirageima F1CG. Ne postoje podaci da su se turski i grčki F-102A barem jednom izravno sukobili. Zato postoje izvještaji da su u ratu za Cipar 1974. grčki F-5A Freedom Fighteri uspjeli oboriti najmanje dva turska Delta Daggera, rabeći vođene projektile zrak-zrak AIM-9B Sidewinder i topove.
Nakon povlačenja iz operativne uporabe, većina F-102A pretvorena je u leteće mete
I uz isporuke Turskoj i Grčkoj u skladištima je 1973. bilo gotovo 400 F-102A spremnih za letenje. Dio ih je tvrtka Sperry Rand Corporation prenamijenila u daljinski upravljane mete QF-102A, te su rabljeni za testiranje lovačkog aviona McDonnell Douglas F-15 Eagle. Prvi QF-102A prvi je put poletio u ožujku 1974. Naknadno je ista tvrtka 65 F-102A, unutar programa Pave Deuce, pretvorila u daljinski upravljane mete PQM-102A, koje su rabljene za obuku posada protuzračnih raketnih bitnica. PQM-102A rabljeni su i tijekom razvoja Stingera i SAM-D (Patriot) PZO raketnih sustava. Tijekom 1978. godine Sperry Rand Corporation je još 66 F-102A pretvorila u PQM-102B. Zadnji PQM-102B "potrošen" je 1986. godine.

## Tehničke karakteristike (F-102A)
Osnovne karakteristike
- posada: 1
- dužina: 20,83 m
- raspon krila: 11,61 m
- površina krila: 61,52 m2
- visina: 6,45 m
- aeroprofil: NACA 0004-65

Letne karakteristike
- najveća brzina: 1.304 km/h
- dolet: 2.175 km
- brzina penjanja: 66 m/s
- najveća visina leta: 16.300 m
- specifično opterećenje krila: 172 kg/m2
- motor: 1 × Pratt & Whitney J57-P-25